# Ficus densifolia
Ficus densifolia är en mullbärsväxtart som beskrevs av Friedrich Anton Wilhelm Miquel. Ficus densifolia ingår i släktet fikonsläktet, och familjen mullbärsväxter. Inga underarter finns listade i Catalogue of Life.